# Frise Beethoven
La frise Beethoven est une œuvre de Gustav Klimt datant de 1902 et conservée au palais de la Sécession de Vienne.

## Création de l'œuvre
En 1901, la Sécession viennoise cherche pour sa 14e exposition, consacrée à la musique de Beethoven, à montrer l’interaction entre architecture, peinture, sculpture et musique, dans le but de créer une œuvre d'art totale. L'architecte Josef Hoffmann dirige le projet et réalise un monument en mémoire de Beethoven dans lequel seront exposées les autres œuvres.
La frise Beethoven est présentée pour la première fois au public en 1902, lors de cette exposition. Klimt a conçu un décor qui consiste en une fresque murale de sept panneaux, mesurant 34,14 mètres de long sur 2,15 mètres de haut et représentant la Neuvième Symphonie. Pour son auteur, il s'agit bien d'une œuvre d'art totale, puisqu'elle unit à la musique la peinture et l'architecture, cette frise occupant le haut de trois murs dans un vaste espace au sein du bâtiment de la Sécession. 
L'œuvre est approuvée par Auguste Rodin, qui rencontre Klimt en 1902, et par Gustav Mahler lui-même : pour lui, elle représente l'aspiration au bonheur de l'humanité souffrante, qui cherche son apaisement dans les arts. Mais elle fait l'objet de critiques violentes au nom de la morale et un collectionneur s'exclame en la voyant : « Hideux ! ».

## Description

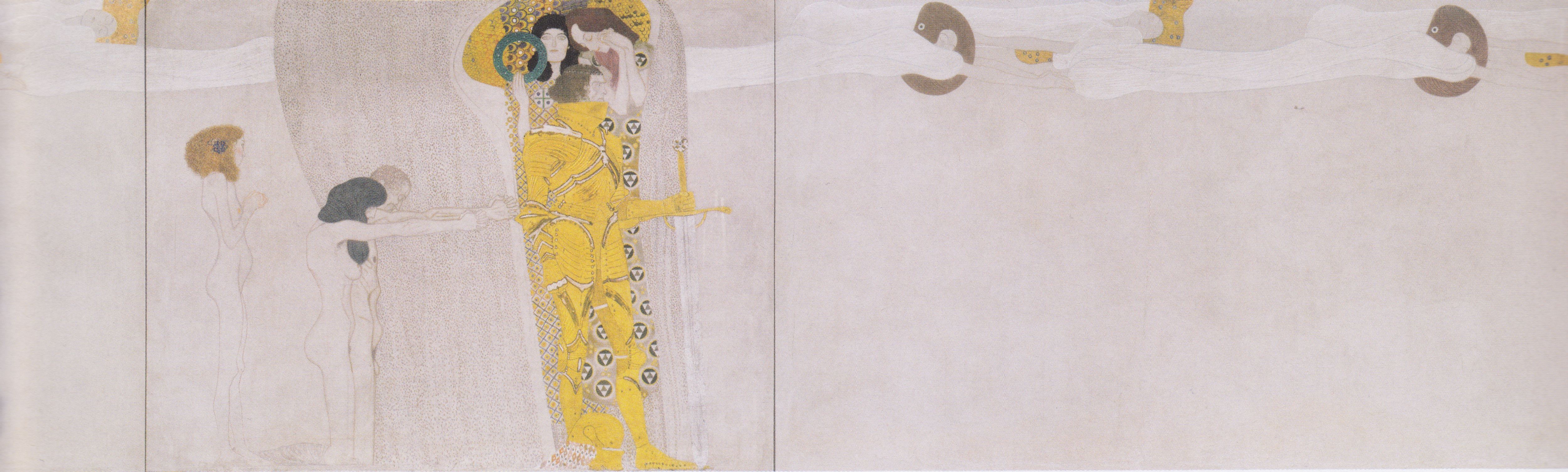
Le Chevalier d'or qui fait partie de la frise Beethoven, 1903
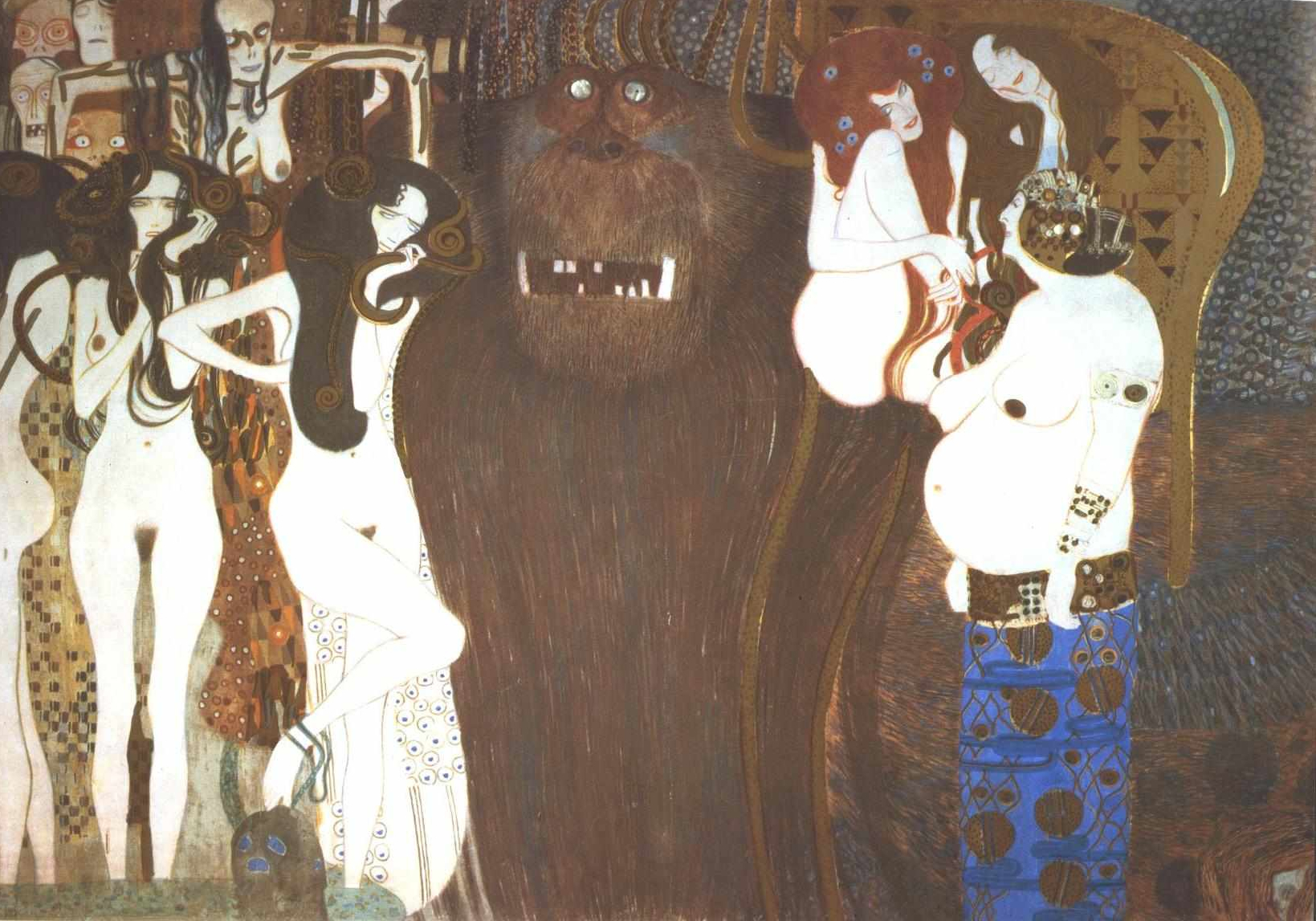
Les Forces du Mal et Les Trois Gorgones (à droite) qui font partie de la frise Beethoven, 1902, galerie Osterreichiches.
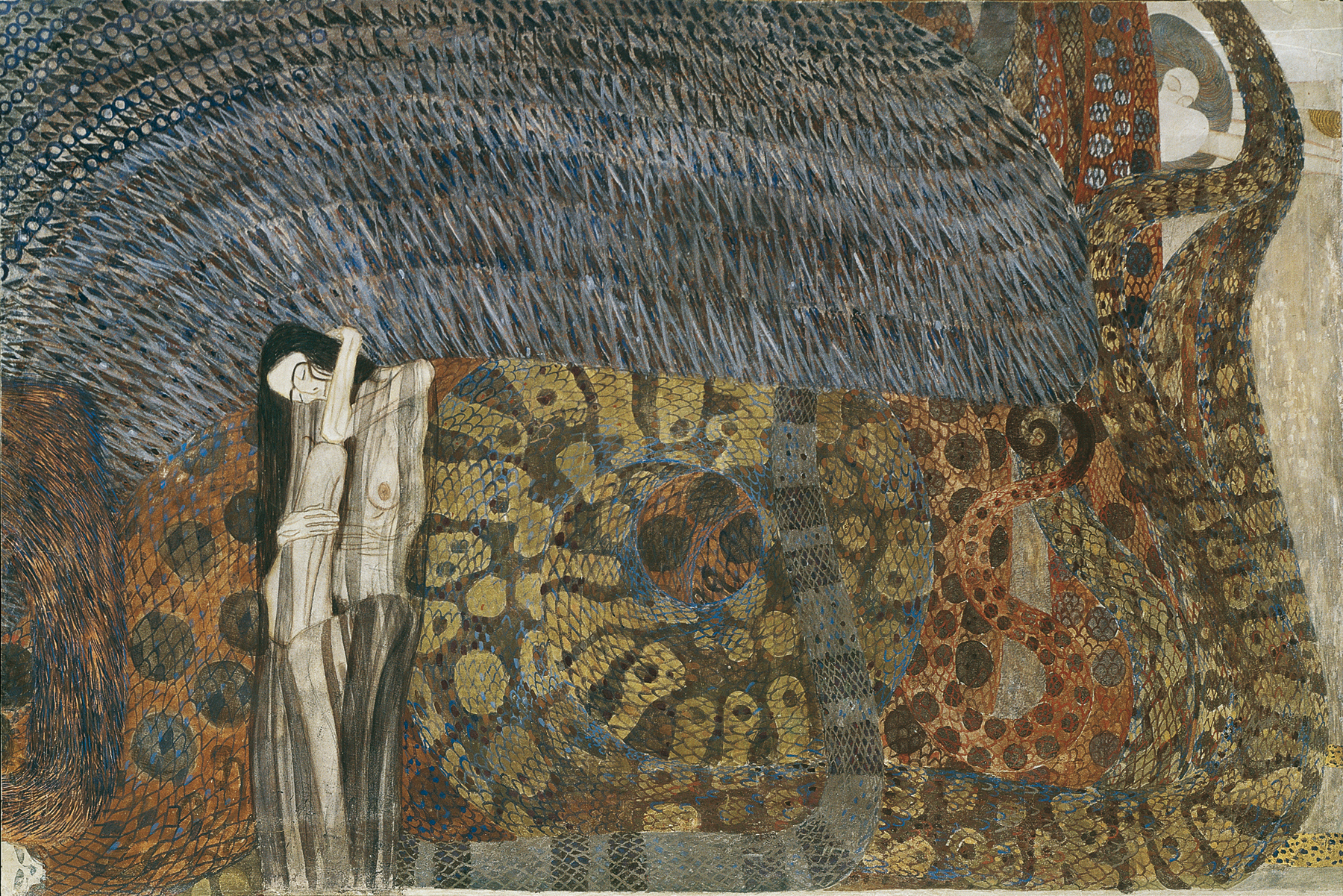
Douleur distordante
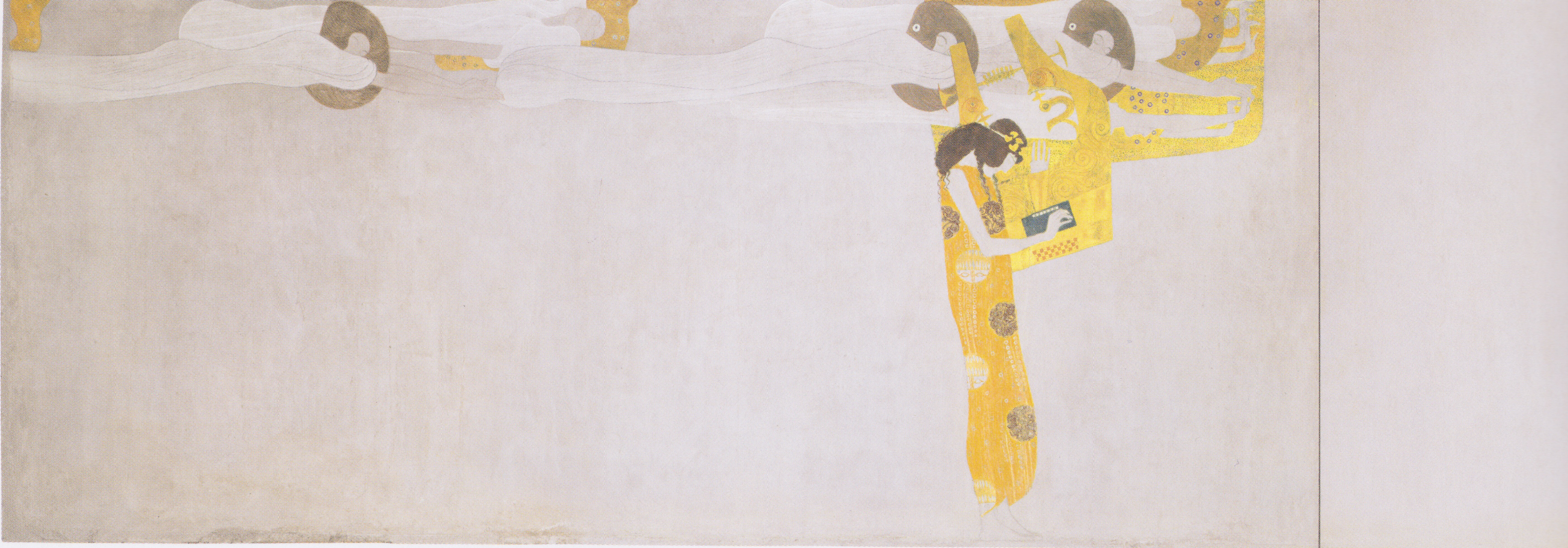
Génie et poésie provenant de la frise Beethoven
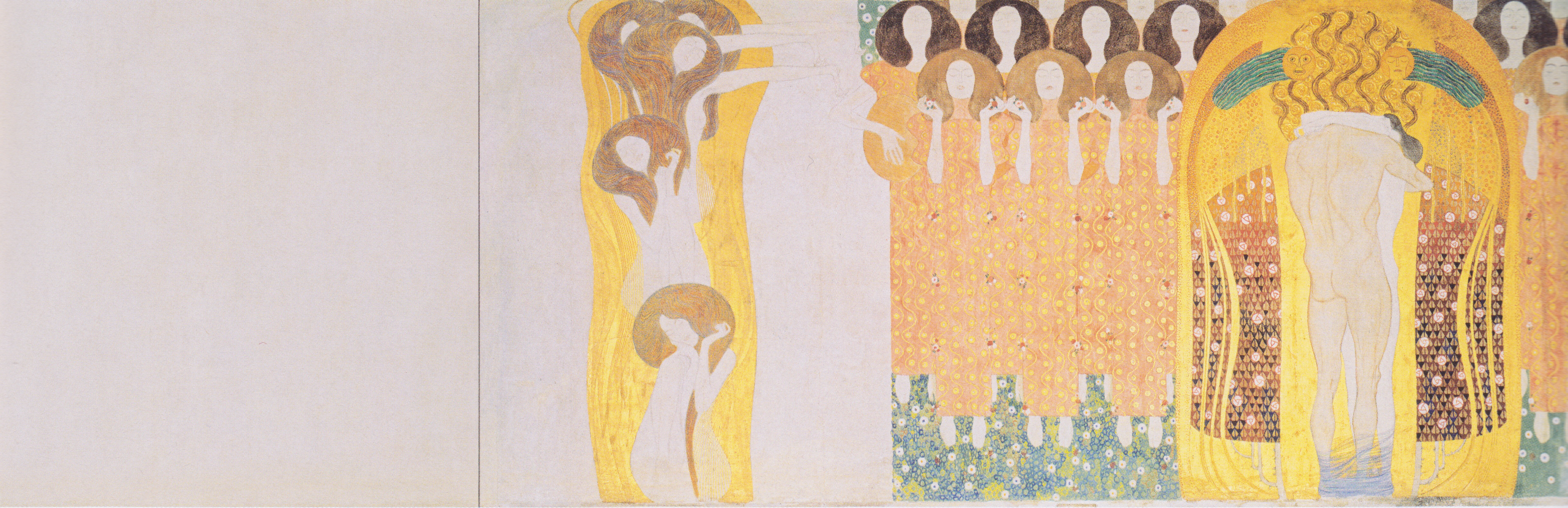
L'Hymne à la Joie, faisant partie de la frise Beethoven, 1902, 220 × 240 cm, galerie Osterreichiches, Vienne

## Acquisitions
La frise est acquise en 1907 par Carl Reininghaus puis en 1915 par la famille de l'industriel juif August Lederer. Après sa spoliation par les nazis, l'État autrichien la restitue aux Lederer, assortissant cette restitution d'une interdiction d'exportation, puis finalement l'achète en 1972, après de longues négociations, pour 15 millions de schillings (près d'un million d'euros). La frise est exposée dans le palais de la Sécession depuis 1986.